# Signed POP
『Signed POP』（サインド・ポップ）は、日本の男性シンガーソングライター・秦基博の4枚目のアルバム。

## 解説
- 3rdアルバム『Documentary』から約2年3ヶ月ぶりのリリース。
- 2018年のユニバーサルミュージック移籍時に「青の光景」までのアルバムとともに再発された

## 収録曲
1. Hello to you
2. グッバイ・アイザック
  - 14thシングル「初恋/グッバイ・アイザック」収録
3. Girl
  - ヨコハマタイヤ『BluEarth』（ブルーアース）2013年CMソング
  - 2013 上半期 USEN HIT J-POPランキングで3位を記録した。
  - 2013 年間 USEN HIT J-POPランキングでは1位を記録した。
  - 後に22枚目のシングルとして2017年5月3日にリカットされる。
4. 初恋
  - 14thシングル「初恋/グッバイ・アイザック」収録
5. 現実は小説より奇なり
6. ひとなつの経験
7. May
8. FaFaFa
9. エンドロール
  - 1stEP「エンドロールEP」収録
10. 自画像
11. 水無月
  - 12thシングル「水無月」収録
12. Dear Mr. Tomorrow
  - 13thシングル「Dear Mr. Tomorrow」収録
13. 綴る

## 初回盤特典内容

### 初回盤A（DVD）
- 「Film of “Signed POP”」

### 初回盤B（CD）
1. パラレル feat. 秦 基博 (冨田ラボ)
  - 作詞／松本隆　作曲／冨田恵一
2. モンスター feat. 秦 基博 (大橋トリオ)
  - 作詞／micca　作曲／Yoshinori Ohashi
3. やわらかい気配 (土岐麻子 & 秦 基博)
  - 作詞／土岐麻子　作曲／秦 基博
4. アルタイル (秦 基博 meets 坂道のアポロン)
  - 作詞／秦 基博　作曲・編曲／菅野よう子

## 演奏
Disc 1 
- 秦基博
  - Vocal, Acoustic Guitar
  - Electric Guitar (#12)
  - Chorus (#2-6.8.10.12)
  - Synthesizer (#7)
  - Other Instruments (#12.13)
- あらきゆうこ：Drums (#2.9)
- 美久月千晴：Bass (#2.9)
- 八橋義幸：Electric Guitar (#2)
- 島田昌典
  - Piano, Tambourine (#2.9)
  - Organ (#2.9.10)
  - Shaker (#9)
  - Wurlitzer (#10)
  - Other Instruments (#2.9)
- 玉田豊夢：Drums (#3.6)
- 山口寛雄：Bass (#3)
- 田中義人：Electric Guitar (#3)
- 皆川真人
  - Piano (#3.4)
  - Other Instruments (#3)
- 河村“カースケ”智康
  - Drums (#4.8.11)
  - Tambourine (#8)
- 名越由貴夫：Electric Guitar (#4.9)
- 豊田泰孝：Manipulator (#4)
- 亀田誠治：Bass, Other Instruments (#4)
- みどりん (SOIL&"PIMP"SESSIONS)：Drums (#5)
- 石井征之：Electric Guitar (#5)
- ハタヤテツヤ：Piano, Rhodes (#5)
- 宮崎隆睦：Alto Sax, Tenor Sax (#5)
- 鈴木正人：Bass, Other Instruments (#5)
- 鹿島達也：Bass (#6)
- 山内総一郎 (フジファブリック)：Electric Guitar (#6)
- 朝倉真司：Percussion (#6.10)
- 雨宮麻未子ストリングス：Strings (#6.7)
- 河野圭
  - Piano (#6.7)
  - Wurlitzer (#7)
  - Organ (#8)
- 伊藤大地：Drums (#7)
- 松原秀樹：Bass (#7.10.11)
- 久保田光太郎
  - Electric Guitar (#7.8.10.11.13)
  - Chorus (#8.10)
- 根岸孝旨：Bass (#8)
- クラッシャー木村ストリングス：Strings (#9)
- 江口信夫：Drums (#10)
- 森俊之：Wurlitzer (#11)
- 矢野博康：Drums, Tambourine (#13)
- FIRE：Bass (#13)
- 浦清英：Wurlitzer, Organ, Synthesizer (#13)

Disc 2 
- 秦基博
  - Vocals
  - Acoustic Guitar (#2.4)
- 冨田ラボ：Instruments, Treatments (#1)
- 金原千恵子ストリングス：Strings (#1)
- 山本拓夫：Woodwind (#1)
- 大石真理恵：Vibraphone (#1)
- 三沢またろう：Percussion (#1)
- 中島ノブユキ：Strings Arrangement (#2)
- 大橋トリオ：Acoustic Piano, Acoustic Guitar, Electric Bass (#2)
- 神谷洵平：Percussion, Programming (#2)
- 徳永友美、室屋光一郎：Violin (#2)
- 渡部安見子：Viola (#2)
- 多井智紀：Cello (#2)
- 土岐麻子：Vocal (#3)
- 石井征之：Guitar (#3)
- 鈴木正人
  - Bass, Organ (#3)
  - Fretless Bass (#4)
- 坂田学：Drums (#3)
- ハタヤテツヤ：Piano (#3)
- 西川進：Electric Guitar (#4)
- 佐野康夫：Drums (#4)
- 藤堂昌彦ストリングス：Strings (#4)
- 多久潤一朗：Flute (#4)
- 宮村和宏：Oboe (#4)
- manabua：Additional Rhythm (#4)